# Großer Irgis
Der Große Irgis (russisch Большой Иргиз, Bolschoi Irgis) ist ein 675 km langer linker Nebenfluss der Wolga in den Oblasten Samara und Saratow im Südosten des europäischen Russlands. 

## Beschreibung
Er entspringt im Höhenzug Obschtschi Syrt südlich von Samara, direkt an der Grenze zur Oblast Orenburg. Zunächst fließt er in westlicher und nordwestlicher Richtung durch den Süden der Oblast Samara. Bei Pestrawka wendet er sich nach Südwesten und erreicht wenig später die Oblast Saratow.
Anschließend fließt der Große Irgis stark mäandrierend in meist westlicher Richtung und erreicht schließlich die Stadt Pugatschow. Kurz darauf mündet er unterhalb von Balakowo in den von der Wolga durchflossenen Wolgograder Stausee. 
Der Große Irgis ist ein Steppenfluss, sehr träge und durchschnittlich nur etwa ein bis drei Meter tief. Er ist daher nicht schiffbar. Seine Breite liegt zwischen 25 und 45, im Bereich der Mündung 84 m. Seine gerodeten Ufer sind dicht besiedelt. Im Ufersand wurden Mammutknochen gefunden.